# J&B

Logo de J&B.

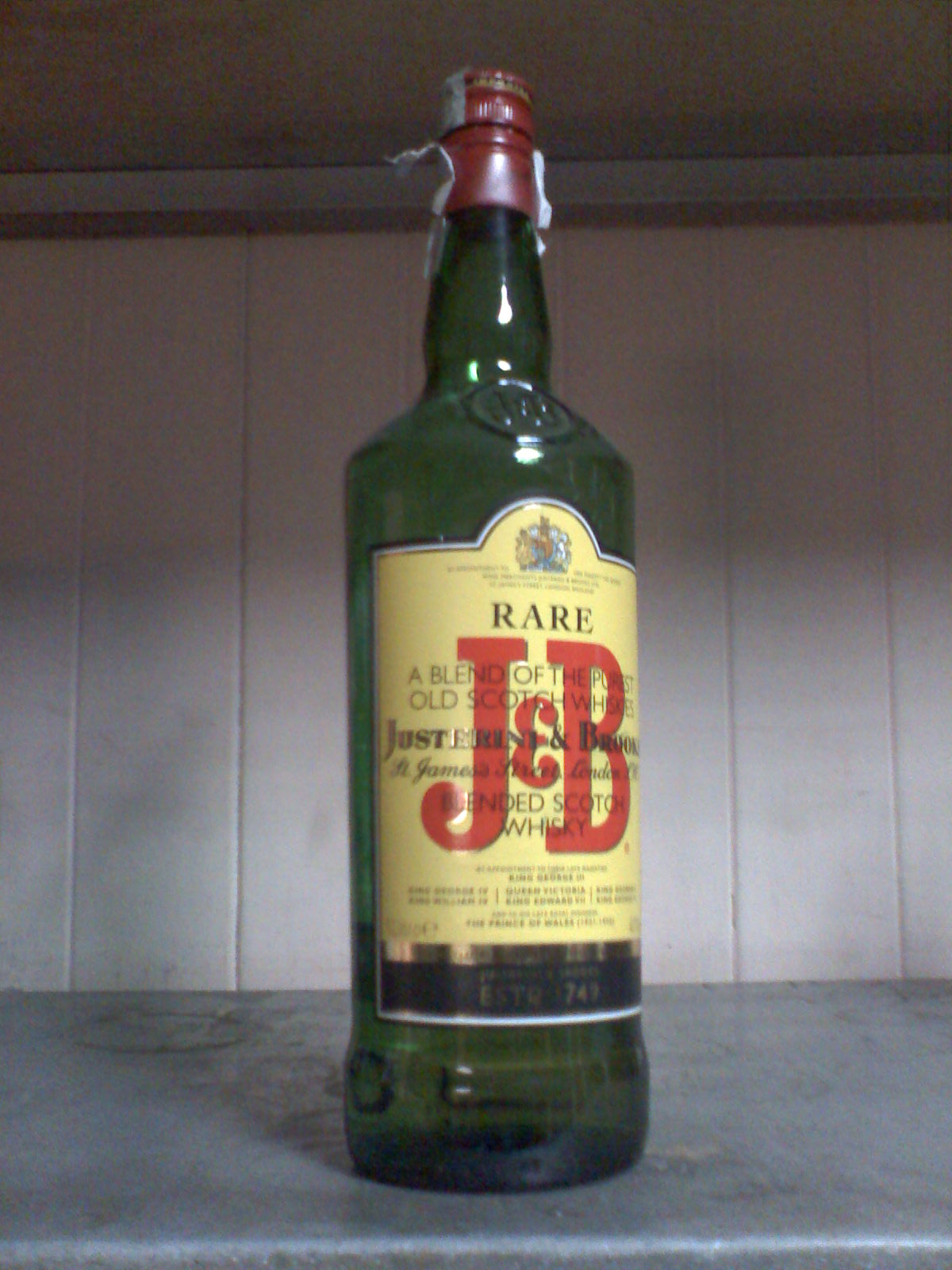
Une bouteille de J&B.

J&B (Justerini & Brooks) est une marque de whisky blend (mélangé) écossais du groupe industriel Diageo. J&B est le troisième whisky le plus vendu dans le monde, après Johnnie Walker et Ballantine's.
La gamme J&B inclut différents mélanges. J&B Rare Blend, par exemple, est un whisky composé d'un mélange de 42 single malt et whiskies de grain écossais.
On trouve aussi dans la gamme :
- J&B Reserve : 15 ans et demi d'âge
- Jet : 12 ans d'âge
- Exception : un whisky à base de malt pur vendu uniquement en France

- J&B Select et Ultima ne sont plus commercialisés.

## Origine
Au milieu du XVIIIe siècle, le commerçant italien Giacomo Justerini émigra vers Londres où il se lança dans le commerce des spiritueux, vins et liqueurs avec un partenaire anglais George Johnson, fournisseur du Roi George III.[réf. souhaitée]
Dès 1760, les membres de la couronne royale reconnaissent le talent de l'étonnant duo: le roi George III le gratifie de son premier "Royal Warrant". Huit monarques le feront derrière lui.
En 1831, les parts de Johnson sont rachetées par Alfred Brooks, et la société est renommée en conséquence Justerini & Brooks.
Elle a ensuite appartenu à International Distillers and Vintners, puis elle est passée sous le giron de Grand Metropolitan en 1972, lorsque celle-ci rachète IDV. La marque fait partie de Diageo depuis 1997, entité issue de la fusion entre Grand Metropolitan et Guinness.